# Wrzesień (poemat)

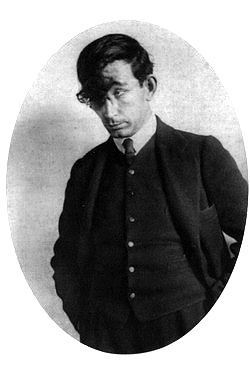
Geo Milew

Wrzesień (oryg. buł. Септември) – poemat bułgarskiego poety Geo Milewa, opublikowany po raz pierwszy w 1924 na łamach pisma Płomień.

## Okoliczności powstania utworu
Pod wpływem swojego udziału w I wojnie światowej, a następnie pobytu w Niemczech i kontaktu z tamtejszymi działaczami socjaldemokratycznymi Geo Milew stał się przekonanym socjalistą, głoszącym konieczność politycznego zaangażowania sztuki po stronie ruchu robotniczego, przeciwko panującemu porządkowi społecznemu. W swoich kolejnych utworach poeta głosił upadek cywilizacji zachodnioeuropejskiej, wyrażał fascynację potęgą zbuntowanych mas i nienawiść do mieszczaństwa. W swoich utworach zaczął wzywać do rewolucji społecznej; w Kalendarzyku ekspresjonistycznym głosił pochwałę wydarzeń rewolucyjnych w Niemczech. Wrzesień, opublikowany po raz pierwszy na łamach pisma Płomień po przegranym powstaniu wrześniowym, miał odegrać podobną rolę w odniesieniu do powstania robotniczego w Bułgarii.

## Treść

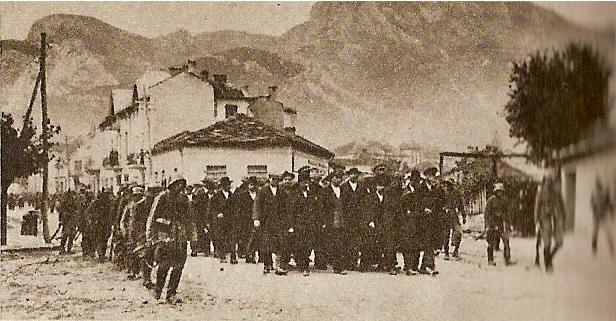
Kolumna powstańców wrześniowych pojmanych przez siły rządowe

W części pierwszej utworu poeta opisuje "przebudzenie ludu": po wielu wiekach upodlenia i ucisku robotnicy i chłopi, źle uzbrojeni, zbierają się i dają wyraz swojemu gniewowi, przyłączając się do powstania. Poeta określa ich jako równocześnie strasznych i wielkich. Część druga i trzecia opisuje walkę: obraz słoneczników padających na ziemię pod kulami ukazuje zniszczenia wywołane przez zbrojne starcie. Część czwarta rozpoczyna się inwokacją do września, miesiąca krwi (...) wzlotów i zgliszcz. Następnie wyliczone zostają miasta, w których rozpoczęły się walki. Część piąta głosi pochwałę powstańców: podmiot liryczny podkreśla, że nie byli to ludzie wybitni, artyści, politycy ani agitatorzy, lecz chłopi/robotnicy/prości prostacy/analfabeci, których do walki pchnęła nadzieja na lepsze życie. W szóstej części dochodzi do antropomorfizacji przyrody bałkańskiej: powstaniu towarzyszy burza, cała natura włącza się do walki. Część siódma składa się z jednego zdania: Rozpoczęła się tragedia!. Myśl tę rozwijają części ósma i dziewiąta: siły rządowe rozpoczynają tłumienie powstania, padają setki zabitych, w szeregach powstańców wybucha panika. W zamęcie samotnie walczy, strzelając z działa, prawosławny ksiądz Andrej Iwanow. Ostatni pocisk kieruje w stronę cerkwi, w której niegdyś służył, z okrzykiem: Śmierć Szatanowi!. Chwilę później zostaje schwytany i powieszony bez sądu na słupie telegraficznym. Części dziesiąta i jedenasta opisują rządowe represje po stłumieniu powstania. Utwór opisuje płonące wsie oraz masowe egzekucje: wieszanie, rozstrzeliwanie, ścinanie głów. Nawet święci w niebie są przerażeni masakrą. Jednak ostatnie wersy utworu niosą optymistyczne przesłanie na przyszłość: podmiot liryczny zapowiada, iż drogą przyszłych walk ziemia stanie się rajem; powstanie nowe społeczeństwo, Bez Boga! bez pana!. Nadzieja na przyszłe odrodzenie zawiera się w słowach Wrzesień stanie się majem.

## Cechy utworu

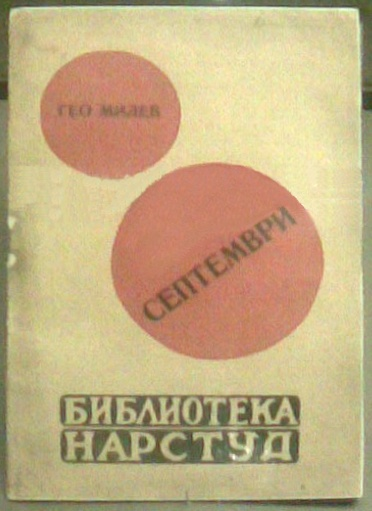
Okładka pierwszego książkowego wydania poematu Wrzesień

Wrzesień jest poematem ekspresjonistycznym, nawiązującym do poetyki dzieł Władimira Majakowskiego. Teresa Dąbek-Wirgowa określa go jako krzyk protestu przeciwko staremu światu. Styl tekstu jest bardzo dynamiczny; cały poemat jest cyklem obrazów, opartych na wyliczeniach rzeczowników i przymiotników, elipsach oraz użyciu niewyszukanego, codziennego słownictwa. Jedynie w niektórych częściach tekstu występują fragmenty opisowe i narracyjne (śmierć Andreja Iwanowa, egzekucje); w dziele przeważa surowy styl, rezygnujący z epitetów i potęgujący emocjonalne napięcie. Aby ułatwić zrozumienie utworu i zakorzenić go w bułgarskiej tradycji, Milew posłużył się jako metaforą walki częstym w ludowej literaturze obrazem burzy nad Bałkanami.

## Recepcja utworu
Wrzesień natychmiast po publikacji zaczął być wykorzystywany, zgodnie zresztą z zamysłem Milewa, do celów propagandowych i agitacyjnych przez partie lewicowe. Fragmenty utworu i jego całość były odczytywane na wiecach i spotkaniach z robotnikami w Bułgarii przez cały okres międzywojenny. Poemat był również drukowany za granicą (w 1927 w Paryżu, w języku oryginalnym).
Natychmiast po publikacji utworu pismo Płomień zostało zamknięte, a jego nakład skonfiskowany. Sam Geo Milew został aresztowany i zamordowany przez policję.